# Еліста
Елістá (від калм. Элст — піщаний) (в 1944—1957 Степний) — місто на півдні Росії, столиця Калмикії. Розташовано в південно-східній частині Єргені, у центрі калмицького степу.
Восени 1865 року в Елісті налічувалося 15 дворів. Цей рік вважається роком заснування міста.
Населення: 102,6 тис. людей (2019), з них чоловіків: 45,3 %, жінок: 54,7 %.
Калмики: 65,8 %, росіяни: 25 %, казахи: 0,6 %, українці - 0,45 %.

## Історія
Від початку XX століття Еліста стала центром Маницького улусу Чорноярського повіту Астраханської губернії. У лютому 1918 року в Елісті була встановлена радянська влада.
У 1930 році Елісті було надано статус міста.
У серпні 1942 року в ході німецько-радянської війни Еліста була окупована німецькими військами. 31 грудня 1942 місто було звільнено Радянською Армією. 28 грудня 1943 року калмицьке населення міста було насильно вислано (депортовано) у Сибір, Казахстан і Середню Азію за сталінським звинуваченням у співпраці з німцями.
У період 1944—57 років Калмицька АРСР була скасована, Еліста називалася містом Степне і входила до складу Ставропольського краю. У 1957 році калмикам дозволили повернутися, автономію калмиків відновили. У 1988 році тут сталося перше в історії СРСР масове зараження СНІДом.
На цей час Еліста — політико-адміністративний та культурно-економічний центр Республіки Калмикія.

### Герби міста

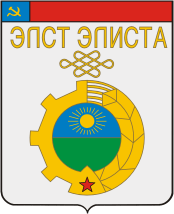
Герб (1980-ті)

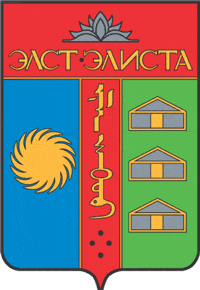
Герб (1993)

|  |  |

## Клімат
| Клімат Elista                                                               | Клімат Elista | Клімат Elista | Клімат Elista | Клімат Elista | Клімат Elista | Клімат Elista | Клімат Elista | Клімат Elista | Клімат Elista | Клімат Elista | Клімат Elista | Клімат Elista | Клімат Elista |
| Показник                                                                    | Січ.          | Лют.          | Бер.          | Квіт.         | Трав.         | Черв.         | Лип.          | Серп.         | Вер.          | Жовт.         | Лист.         | Груд.         | Рік           |
| Абсолютний максимум, °C                                                     | 13,8          | 17,6          | 22,1          | 32,1          | 35,3          | 39,4          | 41,7          | 42,9          | 36,5          | 29,0          | 23,5          | 18,1          | 42,9          |
| Середній максимум, °C                                                       | −2,9          | −2            | 4,7           | 16,4          | 23,6          | 28,1          | 30,9          | 29,6          | 23,5          | 14,3          | 6,3           | 0,5           |               |
| Середня температура, °C                                                     | −6,1          | −5,7          | 0,4           | 10,3          | 17,1          | 21,7          | 24,5          | 22,9          | 17,0          | 8,7           | 2,9           | −2,1          |               |
| Середній мінімум, °C                                                        | −8,8          | −8,4          | −2,8          | 5,1           | 11,2          | 15,7          | 18,3          | 16,7          | 11,7          | 4,6           | 0,2           | −4,4          |               |
| Абсолютний мінімум, °C                                                      | −34           | −32           | −27,2         | −11,2         | −1,3          | 3,3           | 7,8           | 4,6           | −3,2          | −14,7         | −27,7         | −30,2         | −34           |
| Середня кількість сонячних годин на місяць                                  | 71            | 88            | 131           | 201           | 277           | 300           | 326           | 299           | 237           | 167           | 71            | 42            | 2210          |
| Норма опадів, мм                                                            | 25            | 18            | 17            | 22            | 37            | 50            | 40            | 31            | 29            | 23            | 28            | 29            |               |
| Днів з опадами                                                              | 6             | 5             | 5             | 4             | 5             | 6             | 5             | 4             | 4             | 4             | 6             | 8             |               |
| --------------------------------------------------------------------------- | ------------- | ------------- | ------------- | ------------- | ------------- | ------------- | ------------- | ------------- | ------------- | ------------- | ------------- | ------------- | ------------- |
| Джерело: World Meteorological Organization (UN) Thermo Karelia.ru(extremes) |               |               |               |               |               |               |               |               |               |               |               |               |               |

## Навчальні заклади
У місті функціонують Калмицький державний університет, Елістинський автомобільно-дорожній коледж (ЕАДК), медичний ім. Т. Хахлинової і кулінарний коледжі, училище мистецтв (ЕУМ), класичнаі та інші гімназії, гуманітарний, комеційний і технічний ліцеї, 3 професійні училища, школи і дитячі сади.

## Релігійні та культові споруди

### Золота обитель Будди Шак’ямуні
Золота обитель Будди Шак’ямуні є одним з найбільших буддиських монастирів у Європі. Храм являє собою величну будівлю, де відбуваються молебні, ритуали і святкові богослужіння.

### Буддиський храм Сякюсн-Сюме
Храм Сякюсн-Сюме, це буддиський храм у шести кілометрах від Елісти. До відкриття Золотого храму у 2005 році, храм Сякюсн-Сюме був найбільшим храмом Калмикії.

### Визначні місця
Центральна і найбільша площа міста носить ім'я В. І. Леніна. Там зараз знаходиться комплекс «Пагода 7 днів», фонтан «Три лотоси» і шахова дошка розміром приблизно (5х5 м). Тут любить збиратися молодь для романтичних зустрічей і побачень.

## Культура
У місті розташовано Музей шахової слави імені Михайла Таля.

## Транспорт
Повітряне сполучення здійснюється через аеропорт Еліста. Також у місті є автовокзал.
Міський транспорт представлений тільки маршрутними таксі. Автобуси є тільки формально. Є залізничний вокзал (станція Еліста). На 2009 р. залізничне сполучення зі станцією Еліста відсутнє. У 2006 році був скасований єдиний поїзд № 953/954 Еліста — Ставрополь.

## Відомі люди
Тут народився Станіслав Шевченко, російський волейболіст і спортивний функціонер.
В місті працював калмицький письменник і шевченкознавець Балакаєв Олексій Гучинович.